# Проклятието Блеър
„Проклятието Блеър“ (на английски: The Blair Witch Project) е нискобюджетен филм на ужасите от 1999 г., в който трима млади студенти мистериозно изчезват, след като отиват в гората.
Филмът се базира на легенда. Въпреки че се представя като достоверен, е изцяло измислен и режисиран. Това е и една от най-успешните му стратегии, тъй като филмът се продава много добре и става един от най-печелившите независими филми в историята. През 2000 следва и неговото продължение Проклятието Блеър II (2000).
1. 1 2  www.boxofficemojo.com //   Посетен на 25 август 2013 г.